# Prijs Vrijzinnig Humanisme
De Prijs Vrijzinnig Humanisme is in Vlaanderen (België) een tweejaarlijkse prijs van de Humanistisch-Vrijzinnige Vereniging. De uitreiking valt op 21 juni, de Internationale Dag van het Humanisme. De Prijs Vrijzinnig Humanisme werd in 1988 in het leven geroepen door het toenmalige Humanistisch Verbond (nu HVV). Hij wordt om de twee jaar uitgereikt aan een persoon of organisatie die getuigt van een consequent volgehouden vrijzinnig humanistische levenshouding:
- 1989: Hein Picard
- 1991: Lucienne Herman-Michielsens
- 1993: Regine Beer
- 1995: Leo Apostel
- 1997: Hubert Dethier
- 1999: Dr. Willy Peers Centrum
- 2001: Hubert Lampo
- 2003: Wereldculturencentrum Zuiderpershuis
- 2005: Raymond Mathys
- 2007: Jaap Kruithof
- 2009: Karel Poma
- 2011: Etienne Vermeersch
- 2013: Marleen Temmerman
- 2015: Wim Distelmans
- 2017: Vrije Universiteit Brussel en ererector Silvain Loccufier
- 2019: Johan Braeckman
- 2021: Jean-Jacques Amy
- 2023: Patsy Sörensen en Payoke vzw